# 巴尼奥勒 (奥德省)
巴尼奥勒（法語：Bagnoles，法語發音：[baɲɔl] ⓘ）是法国奥德省的一个市镇，位于该省北部，属于卡尔卡松区。

## 地理
巴尼奥勒（43°16'16"N, 2°26'12"E）面积5.63 平方千米，位于法国奧克西塔尼大區奥德省，该省份为法国南部沿海省份，北起塔恩省，西北接上加龙省，西接阿列日省，南至东比利牛斯省，东临地中海，东北与埃罗省接壤。
与巴尼奥勒接壤的市镇（或旧市镇、城区）包括：奥尔比耶勒河畔孔克、洛尔米内尔瓦、米内尔瓦地区马尔韦、维拉利耶、维拉尔泽卡巴尔代、维勒格利。
巴尼奥勒的时区为UTC+01:00、UTC+02:00（夏令时）。

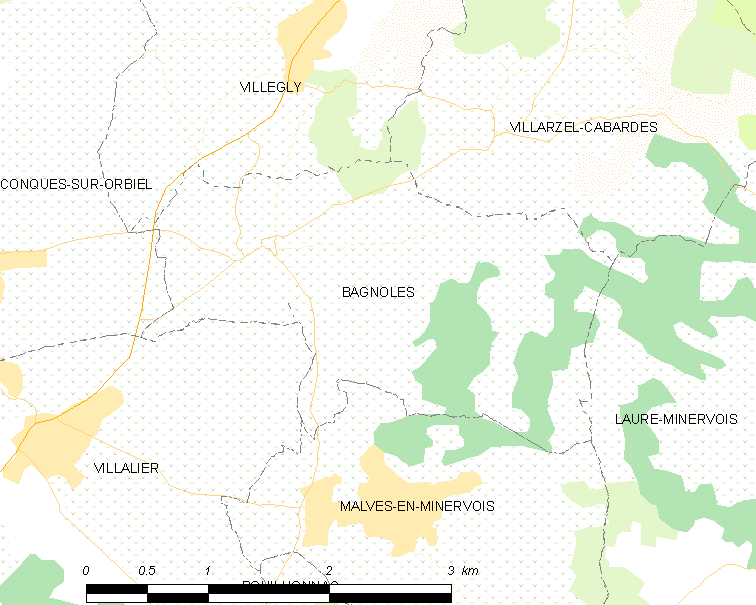
巴尼奥勒的OSM定位图

## 行政
巴尼奥勒的邮政编码为11600，INSEE市镇编码为11025。

## 政治
巴尼奥勒所属的省级选区为上密涅瓦县。

## 人口

1962-2008年间巴尼奥勒人口变化图示

巴尼奥勒于2022年1月1日时的人口数量为315人。